# Lego Der Herr der Ringe
Lego Der Herr der Ringe (englischer Originaltitel: Lego The Lord of the Rings) ist ein Action-Adventure, das von Traveller’s Tales bzw. TT Fusion (Mobile- und Handheld-Version) entwickelt wurde und von Warner Bros. Interactive Entertainment bzw. Feral Interactive (OS X) erstmals 2012 veröffentlicht wurde. Das Spiel adaptiert die drei Filme der Trilogie von Peter Jackson im Lego-Stil und orientiert sich in der Handlung, sowie der Darstellung von Charakteren und Orten vor allem an den Verfilmungen und weniger an deren literarischen Vorlagen. Unter anderem wurde auch der Soundtrack von Howard Shore verwendet und einzelne Tonausschnitte der Filme wurden integriert. Wie für Lego-Videospiele typisch, wurde die Handlung durch humoristische Elemente und viel Slapstick kindgerechter gestaltet als es die jeweilige Vorlage ist.

## Handlung
Die Handlung und Gestaltung des Spiels hält sich eng an die Filme Der Herr der Ringe: Die Gefährten, Der Herr der Ringe: Die zwei Türme und Der Herr der Ringe: Die Rückkehr des Königs. In insgesamt 18 Missionen wird die Geschichte linear verfolgt, dazwischen eröffnet sich dem Spieler die Möglichkeit, Mittelerde zu erkunden und hier verschiedene Gegenstände zu sammeln und Charaktere freizuschalten.
Wie in den vorherigen Lego-Spielen wird ein Level im „Free Play“-Modus freigeschaltet, wenn es im Story-Modus durchgespielt wurde. Der „Free Play“-Modus erlaubt es, die verfügbaren Level mit jeder der freigespielten Spielfiguren zu wiederholen und so an vorher nicht zugängliche Orte zu gelangen, um besondere Extras, die im Story-Modus unmöglich zu erreichen sind, einzusammeln. Gleiches gilt für alle Regionen in Mittelerde, da hier erst nach Abschluss des Story-Modus alle Gebiete frei zugänglich sind und einige nötige Fähigkeiten verschiedener Charaktere erst jetzt zur Verfügung stehen. Zudem öffnet sich ein Bonuslevel, in welchem eine Mini-Version von Mittelerde zerstört und 1.000.000 Münzen gesammelt werden müssen.

## Spielprinzip
Das Spielprinzip ist vergleichbar mit den vorangegangenen Spielen, welche den Franchises Star Wars, Indiana Jones, Batman, Harry Potter und Fluch der Karibik entstammen: Die Spieler steuern ihre Spielfiguren durch lineare Level, in welchen sie Rätsel lösen oder Feinde besiegen müssen. Hierbei stehen ihnen Spielfiguren mit unterschiedlichen Fähigkeiten zur Verfügung, die es entsprechend einzusetzen gilt.
Analog zu dem wenige Monate zuvor veröffentlichten Lego Batman 2: DC Super Heroes wird das mit Lego Harry Potter: Die Jahre 1–4 eingeführte Open-World-Prinzip fortgesetzt und hier noch einmal deutlich erweitert: Sämtliche Bereiche des Spiels hängen miteinander zusammen und können nach Freischaltung aller Regionen vollständig erkundet werden. Schnellreisen zu bereits erkundeten Gebieten sind möglich; um ein Level noch einmal zu spielen, muss man sich an den Ort begeben, wo dieses auch im Story-Modus begann.
In jedem Level finden sich 10 Schatzkisten, welche zu sammeln sind; ebenso ist in jedem Level eine bestimmte Anzahl an Münzen zu sammeln, um die Auszeichnung „Wahrer Abenteurer“ zu erhalten. Für das erfolgreiche Absolvieren dieser Aufgaben, sowie das Lösen kleiner Rätsel überall in Mittelerde, erhält der Spiele jeweils einen Mithril-Erzbrocken, aus welchen sich in der Schmiede in Bree verschiedene Utensilien schmieden lassen. Diese Gegenstände sind zum Teil eine sinnvolle Ergänzung des eigenen Inventars, zum anderen aber auch Gegenstände, die von Figuren überall in Mittelerde gesucht werden. Sobald man diesen den jeweils gesuchten Gegenstand übergibt, erscheinen die aus früheren Spielen bereits bekannten roten Power-Steine, mit welchen sich verschiedene Extras freischalten lassen (z. B. ein Münz-Multiplikator oder Regeneration der eigenen Herzen).
Als Neuerung wurde der parallele Ablauf von zwei Handlungssträngen aufgegriffen: Da mit der Wanderung von Frodo Beutlin, Samweis Gamdschie und Gollum nach Mordor und der Reise von Aragorn, Gimli und Legolas durch Rohan und Gondor zwei gleichwertige Geschichten erzählt werden, ist es möglich, zwischen beiden Erzählsträngen zu wechseln und diese jeweils fortzusetzen.

## Entwicklung
Wie in Lego Batman 2: DC Super Heroes wurden in Lego Der Herr der Ringe erstmalig kurze Filmszenen mit gesprochenen Texten gezeigt; in allen vorangegangenen Lego-Spielen waren die Charaktere dieser Zwischensequenzen stumm und verständigten sich eher pantomimisch. Während im englischsprachigen Original auch tatsächlich die Textpassagen direkt aus dem Film in das Spiel hineingeschnitten wurden, wurde das Spiel im Deutschen noch einmal synchronisiert. Einige Sprecher übernahmen dabei dieselben Rollen wie zuvor in den Filmen (Stefan Krause als Pippin, Philipp Moog als Legolas, Andreas Fröhlich als Gollum), doch zum großen Teil wurden nun andere Sprecher eingesetzt (u. a. Eberhard Prüter als Gandalf, größtenteils jedoch unbekannte Sprecher).
Die Entwicklung des Spiels für die Wii U musste eingestellt werden, da das Studio bereits zu sehr mit der Entwicklung von Lego City Undercover beschäftigt war.

## Rezeption
Lego Der Herr der Ringe erhielt von den Kritikern überwiegend positive Kritiken, positiv hervorgehoben wurden die Story, der Humor und die gelungene Adaption der Filmvorlagen. Metacritic vergab einen Metascore von 80 basierend auf 49 Kritiken für die Plattform Xbox 360.